# Relaciones Afganistán-México
Las naciones de Afganistán y México establecieron relaciones diplomáticas en 1961. Ambas naciones son miembros de las Naciones Unidas.

## Historia
Debido a una gran distancia entre Afganistán y México, las relaciones entre las dos naciones nunca se convirtieron en una de alta prioridad. Ambas naciones establecieron relaciones diplomáticas el 27 de junio de 1961. Desde entonces, las relaciones bilaterales entre ambas naciones se llevan a cabo principalmente en foros internacionales como en las Naciones Unidas.
En 1962, México acreditó a su primer embajador en Afganistán, residente en Nueva Delhi, India. El embajador Octavio Paz fue Premio Nobel de Literatura. Durante su tiempo como embajador en la India, mantuvo un diario de sus viajes a Afganistán escribiendo sobre su viaje desde Nueva Delhi a Kabul y sus experiencias y documentó la presentación de sus credenciales al rey afgano Mohamed Zahir Shah. Paz convirtió su diario en un libro llamado "Viento Entero".
De 1980 a 1981, México estuvo en el Consejo de Seguridad de las Naciones Unidas y votó a favor de la Resolución 462 de las Naciones Unidas condenando la invasión soviética de Afganistán. La Resolución fue aprobada. Cuando México volvió a ser miembro del Consejo de Seguridad de la ONU entre 2002 y 2003; votó en numerosas ocasiones a favor del mantenimiento de la independencia y la soberanía del Afganistán (Resolución 1444 y Resolución 1453) y aprobando la extensión del Misión de Asistencia de las Naciones Unidas en Afganistán en el país (Resolución 1471). De 2009 a 2010, México nuevamente como miembro no permanente del Consejo de Seguridad de la ONU votó a favor de la Resolución 1868 y la Resolución 1890.
Desde el comienzo de la invasión de Afganistán liderada por los Estados Unidos en 2001; inmigrantes afganos han viajado a México para ingresar a los Estados Unidos. Además, varios carteles narcóticos mexicanos han estado operando en Afganistán usando falsas compañías para contratar contrabandistas en el país para pasar drogas y armas de Afganistán a Europa y a los Estados Unidos. A lo largo de los años, varios inmigrantes afganos han viajado por México para llegar a los Estados Unidos y se ven obligados a esperar en México mientras se revisan y procesan sus casos de asilo en los Estados Unidos.
En agosto de 2021, con el regreso del control de los Talibanes en Afganistán; México anunció que emitirá visas de asilo a refugiados afganos, en particular mujeres y niñas, desde su embajada en Teherán, Irán y los reasentará en México. Casi inmediatamente después del anuncio del gobierno mexicano, más de 2.000 nacionales afganos llegaron a México.
La embajada de Afganistán en los Estados Unidos estuvo acreditada ante México hasta que se cerró el 16 de marzo de 2022.

## Comercio
En 2023 el comercio bilateral entre Afganistán y México ascendió a $6 millones de dólares. Las principales exportaciones de Afganistán a México incluyen: aparatos para proteger circuitos eléctricos, aparatos electrónicos, teléfonos y móviles, plástico, clavos, ropa y especias. Las principales exportaciones de México a Afganistán son: teléfonos y teléfonos móviles, alambres y cables eléctricos, tuberías y accesorios para tuberías, alcohol, frutas y nueces, y piezas y accesorios para vehículos de motor.

## Misiones diplomáticas
- Afganistán no tiene una acreditación para México.
- México está acreditado ante Afganistán desde su embajada en Teherán, Irán.[11]